# دراغان بريموراتش
دراغان بريموراتش (بالكرواتية: Dragan Primorac) (و. 1965 – م) هو سياسي من كرواتيا.